# Počátky-Žirovnice
Počátky-Žirovnice – stacja kolejowa obsługująca miejscowości Počátky i Žirovnice, w kraju Wysoczyna, w Czechach. Znajduje się na linii 225 Havlíčkův Brod – Veselí nad Lužnicí, na wysokości 610 m n.p.m..  

## Linie kolejowe
- 225: Havlíčkův Brod – Veselí nad Lužnicí